# José Luis López Fernández
José Luis López Fernández (Vitoria, 1934-Vitoria, 1984) artista ilustrador, creador de la conocida baraja infantil Familias de 7 países y de gran número de cuentos, postales navideñas e ilustraciones publicitarias.

## Obra
José Luis López Fernández trabajó desde los quince años en la empresa Naipes Heraclio Fournier de Vitoria, en la que realizó tareas artísticas de diversa índole. Para Fournier realizó el diseño de la baraja infantil conocida como Familias de 7 países, una de las más conocidas en la infancia de varias generaciones. Su primera edición, en una caja roja, salió al mercado en 1965. La edición más conocida, ya en caja azul y con dos de los personajes de la familia india en el frontal, se editó a mediados de los años 70. La baraja estaba formada por 42 cartas en las que se mostraba a siete familias de diferentes partes del mundo: familias bantú, mejicana, árabe, esquimal, china, india americana y tirolesa. Desde su creación, se estima que se han vendido más de diez millones de ejemplares de esta baraja, que sigue publicándose. A principios de los años 90 del siglo XX se editó una versión en la que se añadía una familia (la vikinga) ilustrada por otro dibujante y se eliminaban de las familias las cartas de los abuelos. La iniciativa fue muy criticada y la empresa Fournier volvió a editarla en su formato original.

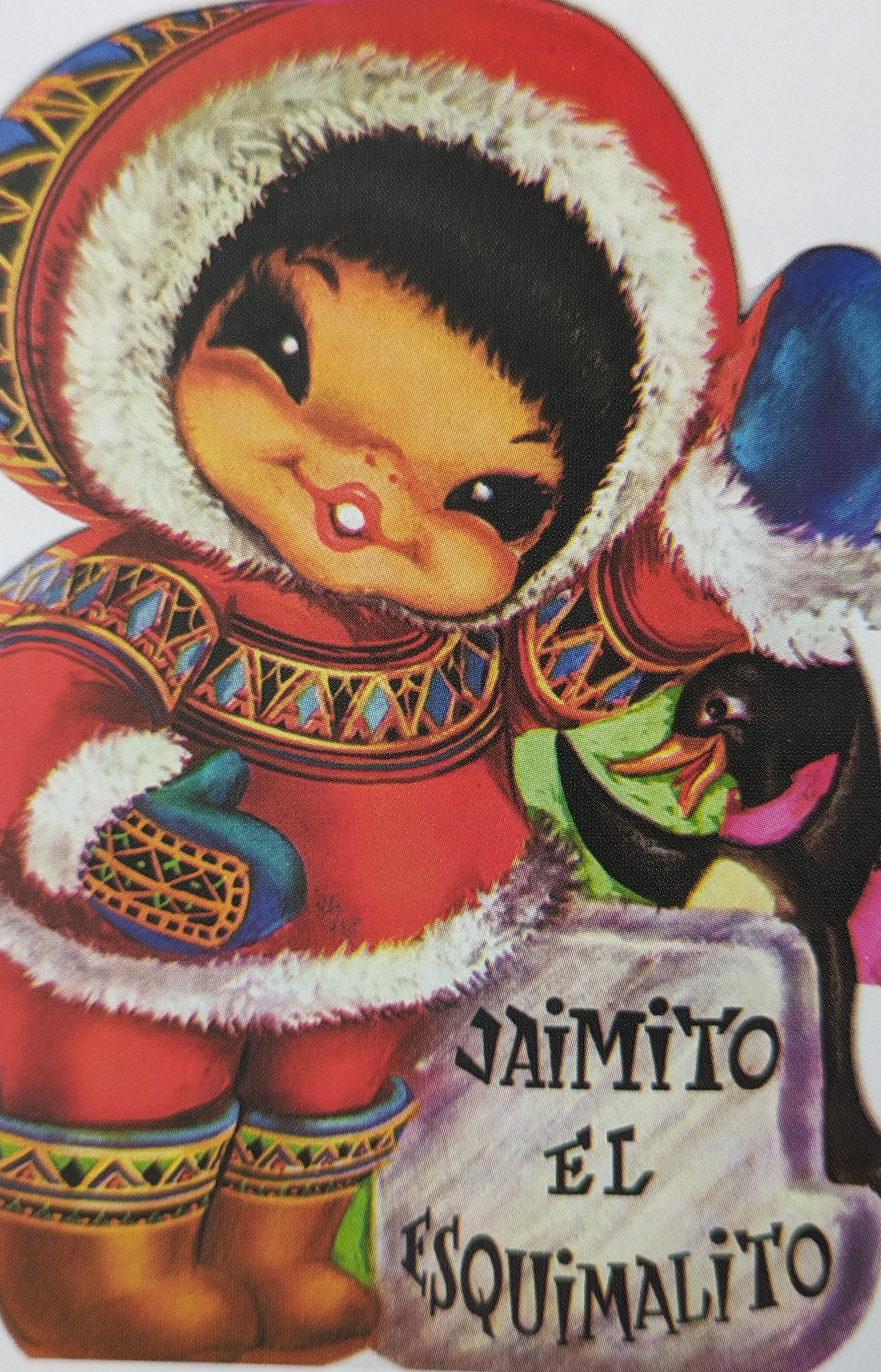
Cuento infantil troquelado Jaimito el esquimalito

En 2015 se cumplieron 50 años de la primera edición de la baraja.En 2018, las cartas infantiles fueron las protagonistas de una exposición organizada por el Museo Fournier de Naipes-Museo Bibat: Kartak kontuak-Cosas de cartas. De la muestra  formaba parte la baraja Familias de 7 países diseñada por López Fernández.
Años después de que saliera al mercado su famosa baraja, José Luis López Fernández realizó también las ilustraciones de más de cuarenta cuentos infantiles para la editorial Saldaña, de San Sebastián. Entre ellos está la colección Mini-troquelados, que cuenta con veinticuatro títulos entre los que se encuentran cuentos clásicos como Pulgarcito, La Cenicienta, Caperucita Roja, La Bella durmiente, Blancanieves o el Gato con botas y otros completamente inventados: El bombero, La colegiala, El futbolista, La enfermera o El marinero, entre otras.Estas publicaciones estaban principalmente dirigidas a niñas y niños de entre cuatro y siete años y alcanzaron gran popularidad. Algunos de sus personajes de cuento son los mismos que los de su famosa baraja, como Pepito el indio o Jaimito el esquimalito. Solo uno de los cuentos está basado en un personaje real: Búffalo Bill.
En la elaboración de sus ilustraciones López Fernández combinaba la técnica del cómic y del dibujo animado con la específica del dibujo tradicional. Comenzaba con un story-board y el estudio de los personajes de forma esquemática y coloreados con pastel. Para el trabajo definitivo empleaba gouache o acuarela y toques con cera y aerógrafo. Su estilo está caracterizado por el uso de figuras con formas redondeadas y rostros de grandes ojos.

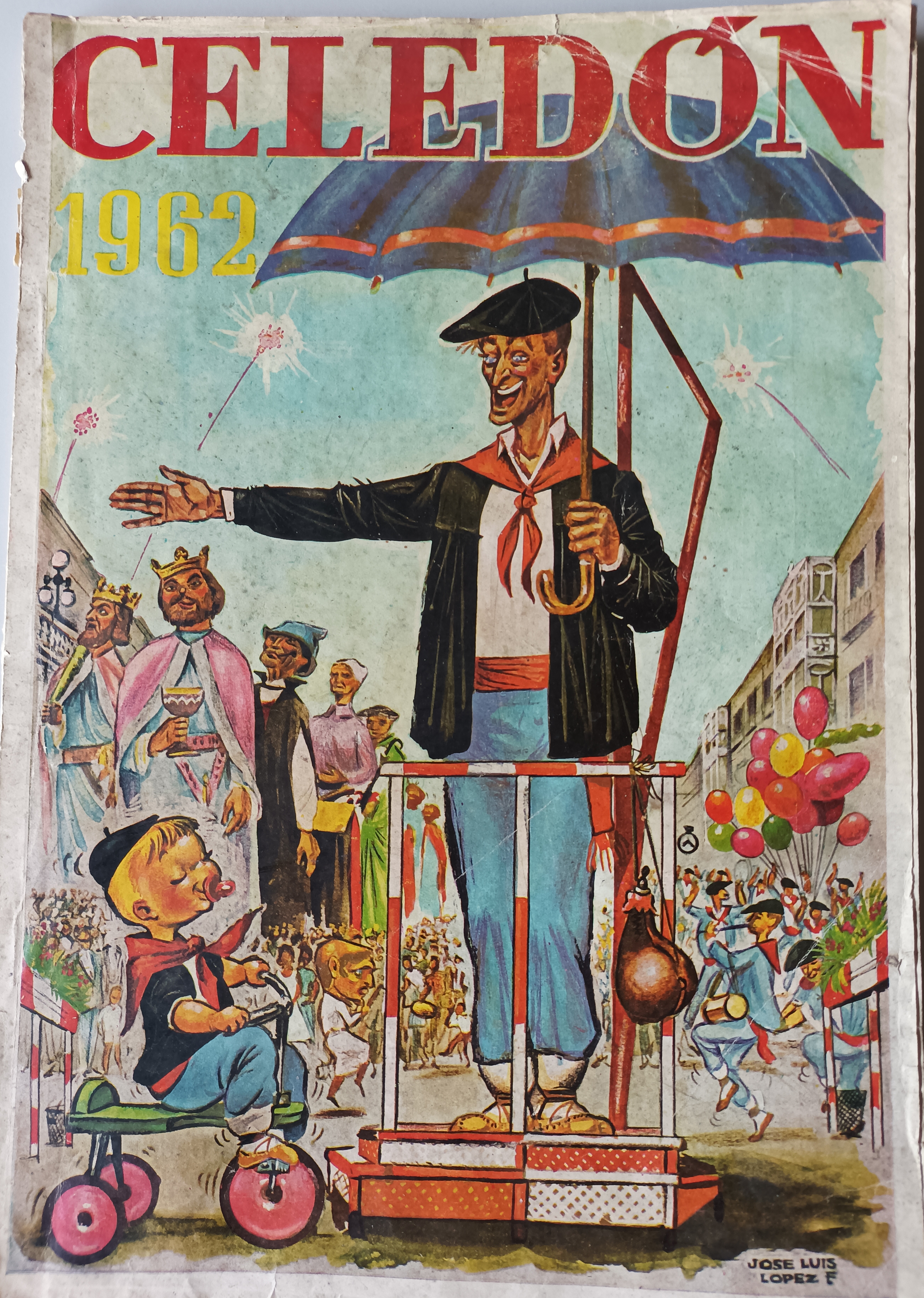
Portada de la revista gráfica Celedón correspondiente a 1962

Durante varios años consecutivos realizó las portadas para la revista gráfica de las fiestas de la Virgen Blanca Celedón, fundada en Vitoria en 1918 por Guillermo Sancho Corrochano.
También diseñó tarjetas de felicitación navideñas, con ilustraciones más estilizadas y delicadas. Asimismo son suyos los dibujos de algunas cajas de bombones y caramelos para Chocolates Elgorriaga y Confituras Goya de Vitoria.Realizó algunas pinturas murales como un mapa del mundo para la fábrica Heraclio Fournier y otras en un orfelinato de Logroño